# Großsteingräber bei Nahrendorf
Die Großsteingräber bei Nahrendorf sind drei megalithische Grabanlagen der jungsteinzeitlichen Trichterbecherkultur nahe der Gemeinde Nahrendorf im Landkreis Lüneburg (Niedersachsen). Die Gräber 1 und 2 tragen die Sprockhoff-Nummern 722 und 723.

## Lage
Grab 1 liegt etwa 1 km südwestlich der Ortsmitte von Nahrendorf, Grab 2 befindet sich 1,5 km nördlich des Ortes und 2,5 km nordnordöstlich von Grab 1. Grab Fpl. 5 liegt 350 m nordnordwestlich von Grab 2 in einem Waldstück, umgeben von zahlreichen Grabhügeln.

## Beschreibung

### Grab 1

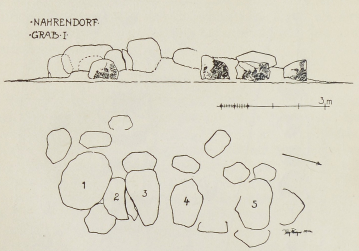
Grundriss von Grab 1 nach Krüger

Die Anlage besitzt eine nord-südlich orientierte Grabkammer mit einer Länge von 8 m und einer Breite von 1,5 m. Nach Ernst Sprockhoff handelt es sich um einen Großdolmen, der in seinem ursprünglichen Zustand sechs Wandsteine an der östlichen und sieben an der südlichen Langseite, je einen Abschlussstein an den Schmalseiten und fünf Decksteine besaß. An der westlichen Langseite stehen von Süden aus gesehen noch der erste, der dritte, der sechste und der siebente Wandstein in situ, der zweite ist nach innen und der vierte nach außen umgekippt. Der nördliche Abschlussstein steht noch an seiner ursprünglichen Position. An der Ostseite stehen noch die beiden nördlichsten Wandsteine in situ, weiterhin ist ein weiterer am Südende vorhanden. Die anderen Steine könnten noch in der Erde stecken. Die Decksteine sind alle noch vorhanden, allerdings ruht nur der nördliche noch in seiner ursprünglichen Position. Der südlichste war 1925 widerrechtlich für den Bau eines Kriegerdenkmals abtransportiert worden, konnte aber zurückgebracht und wieder auf die Wandsteine aufgelegt werden. Die restlichen drei Decksteine liegen im Inneren der Kammer, einer von ihnen wurde gesprengt.

### Grab 2

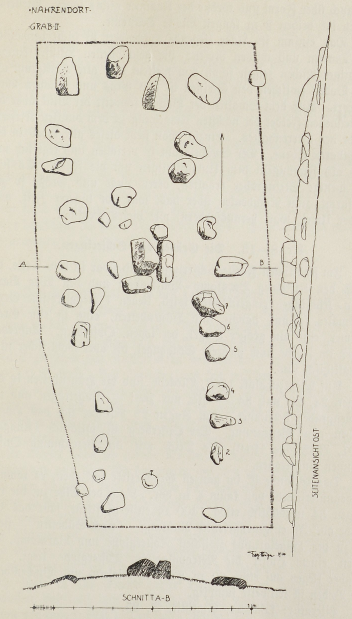
Grundriss von Grab 2 nach Krüger

Grab 2 besitzt ein nord-südlich orientiertes Hünenbett mit einer Länge von 20 m und einer Breite von zwischen 7 m und 8 m. Die Hügelschüttung erreicht noch eine Höhe zwischen 0,6 m und 1 m. Die steinerne Umfassung ist an den Langseiten noch weitgehend vollständig erhalten, allerdings sind die meisten Steine nach außen umgefallen. Die beiden Schmalseiten weisen größere Störungen auf. In der Mitte des Hünenbetts, etwas nach Norden verschoben, liegt die Grabkammer. Sprockhoff nahm mit einiger Unsicherheit an, dass es sich um einen Urdolmen handeln könnte, von dem noch der südliche und der östliche Wandstein in situ stehen. Der einzelne Deckstein liegt im Inneren der Kammer. Auf seiner Oberseite weist er zahlreiche Schälchen auf.

### Grab Fpl. 5

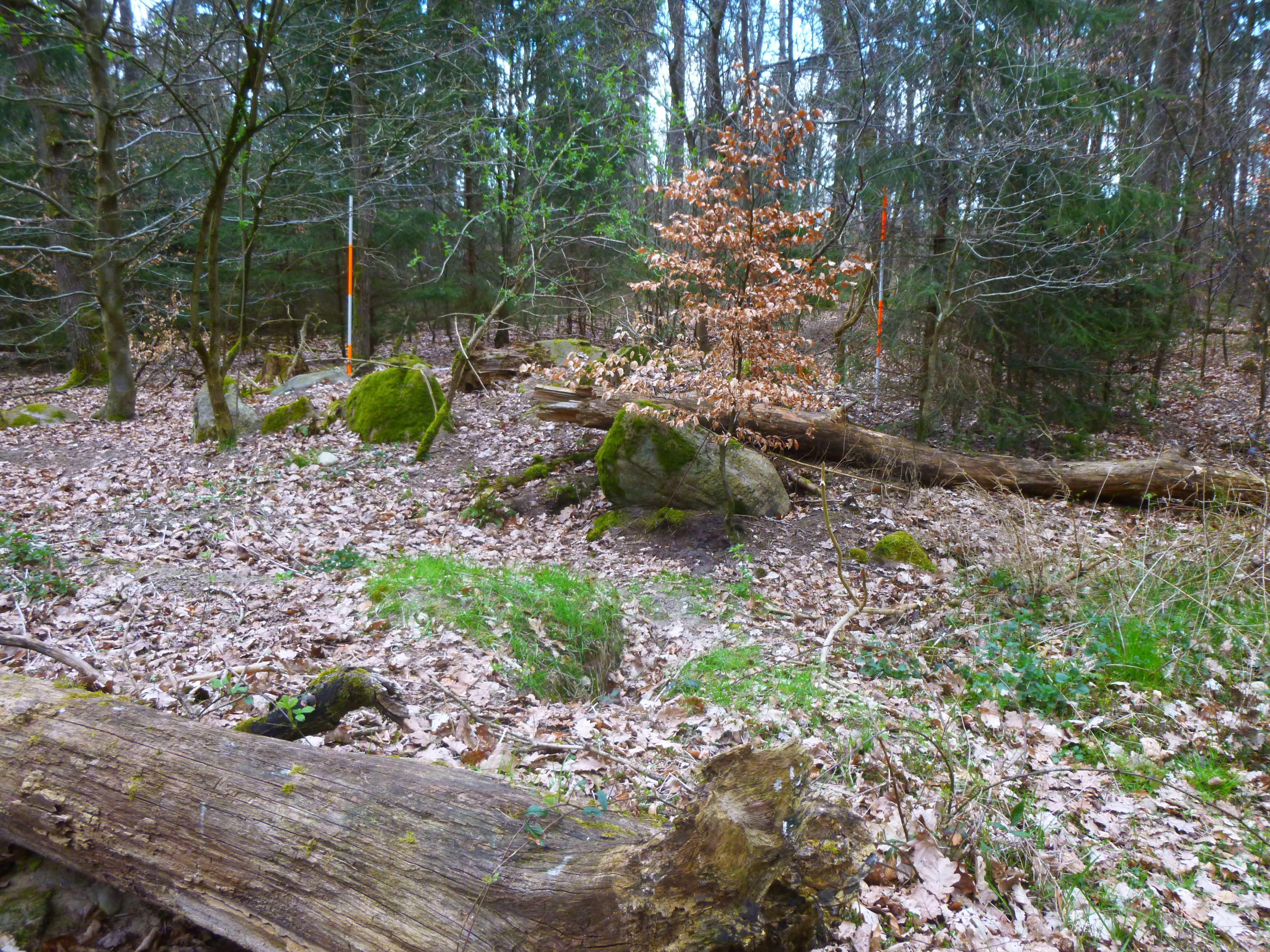
Grab Fpl. 5

Grab Fpl. 5 besitzt eine nord-südlich orientierte Hügelschüttung mit einer Länge von etwa 9 m und einer erhaltenen Höhe von etwa 0,6 m. Im Osten und Süden des Hügels befinden sich Tierbaue. Von der Umfassung sind noch einige Steine mit einer Höhe von etwa 1 m erhalten. In der Mitte des Hügels befinden sich drei Steine mit einer Größe zwischen 1 m und 1,3 m.